# Icod el Alto
Icod el Alto ist ein Ortsteil der Gemeinde Los Realejos an der Nordküste Teneriffas mit 3273 Einwohnern (Stand: 2015). Der Zusatz el Alto verweist auf die Lage in der Höhe und dient zur Unterscheidung von der Gemeinde Icod de los Vinos, die einige Kilometer weiter westlich liegt. Der Ort besitzt eine Kirche, die Iglesia de Nuestra Señora del Buen Viaje.

## Geographie
Der Ort liegt außerhalb des Orotava-Tals auf der Hochebene Cordillera de Tigaiga auf einer Höhe von über 600 Metern über dem Meeresspiegel. Icod el Alto besteht neben dem Kernort aus sieben weiteren Ortschaften: El Lance, El Dornajo, Lomo Márquez, La Gallinera, El Mazapé, La Pared und Lomo Juan de la Guardia. Die Aussichtspunkte Mirador El Lance und Mirador de La Corona bieten einen Ausblick auf das Orotava-Tal. Im Westen grenzt der Ort an das Gebiet der Gemeinde San Juan de la Rambla, im Osten an Realejo Alto.

## Geschichte
Das Gebiet des heutigen Icod el Alto war vor der spanischen Eroberung der Kanaren Teil des Guanchenreiches Taoro. Im Ort befindet sich die Farm Casa de La Pared, auf der bereits im 17. und 18. Jahrhundert die Kultivierung von Nutzpflanzen, beispielsweise Kartoffeln, stattfand. Früher führte der Camino Real, der in der frühen Neuzeit die Orte Teneriffas miteinander verband, durch Icod el Alto. Seit seiner Entstehung ist die Landwirtschaft wirtschaftliche Grundlage des Ortes. Heute hat der landwirtschaftlich geprägte Ort Probleme aufgrund der hohen Arbeitslosigkeit.

## Verkehr
Icod el Alto liegt an der TF-342, die La Guancha mit Realejo Alto verbindet. Mit der Buslinie 354 ist der Ort an Los Realejos und Puerto de la Cruz angebunden.